# Цикарой (тайп)
Цикарой (чечен. ЦӀикарой) — один из чеченских тайпов. Относится к тукхуму Чеберлой. Представители тайпа в основном проживают в Грозненском, Наурском, Шалинском, Курчалоевском районах Чеченской Республики.

## Расселение
В основном сегодня жители данного села живут в равнинных сёлах:
- Автуры,
- Тевзана,
- Хаттуни,
- Цоци-юрт[2],
- Алхан-Юрт,
- Первомайское,
- Петропавловская,
- Ильиновская,
- Закан-Юрт,
- Левобережное,
- Бердыкель.

## Известные цикаройцы
- Тюрша Цикаройский — Воевал под командованием имама Шамиля, в период Кавказской войны (конец XVIII — первая половина XIX вв.) в 1852—1854 гг. был назначен имамом Шамилем своим наибом (представителем) в селе Автуры. Тюрша Цикаройский, представитель чеченского тайпа Цикарой.
- Майрбек Вачагаев — чеченский историк, кандидат исторических наук, политический деятель, бывший генеральный представитель Ичкерии в России, бывший политзаключенный, бывший пресс-секретарь президента Ичкерии.
- Мусалатов Хасан Аласханович (1944—2002) — российский учёный и политик, доктор медицинских наук, проректор и заведующий кафедрой травматологии, ортопедии, военно-полевой хирургии катастроф Московской медицинской академии имени Сеченова. В 1999—2000 годах исполнял обязанности главы Временной Администрации Чеченской Республики.
- Карасаев Айсаш Тайсумович кандидат филологических наук. Старший научный сотрудник Чечено-Ингушского научно исследовательского института истории, этнографии, социологии и филологии. Автор Русско-Чеченского словаря. 40 тыс. слов. — Москва: Рус. яз., 1978. — 728 с.
- Насардинов Увайс Насардинович (1919—1943) — участник Великой отечественной войны, командир стрелкового взвода 52 гвардейской стрелковой дивизии, погиб в Сталинградской битве, похоронен в Братской могиле, пос. Гумрак Волгоградской области.[3]
- Авторханов Абу Исалаевич — известный Российский ученый, доктор экономических наук, член-корреспондент Российской академии естественных наук, профессор кафедр бухгалтерского учета, анализа и аудита Чеченского государственного университета[4]
- Авторханов Исал (1907—1943) — педагог, просветитель и общественный деятель.[источник не указан 260 дней]